# Округ Нуејго (Мичиген)
Округ Невејго (енгл. Newaygo County) је округ у америчкој савезној држави Мичиген.

## Демографија
По попису из 2010. године број становника је 48.460, што је 586 (1,2%) становника више него 2000. године.
| Група             | 2000.          | 2010.          |
| Белци             | 44.508 (93,0%) | 44.119 (91,0%) |
| Афроамериканци    | 535 (1,1%)     | 495 (1,0%)     |
| Азијати           | 140 (0,3%)     | 187 (0,4%)     |
| Хиспаноамериканци | 1.845 (3,9%)   | 2.663 (5,5%)   |
| Укупно            | 47.874         | 48.460         |